# Emboscada (Paraguay)
Emboscada es un municipio del Departamento de Cordillera en Paraguay, a 39 km de Asunción.

## Toponimia
Fundada en 1740 por el gobernador Rafael de la Moneda como “San Agustín de la Emboscada”, por las emboscadas que se realizaban antes de la conquista española, a los indios Carios por la tribu de los Guaycurú.
Es también conocida como la ciudad de la piedra, porque los pobladores en su mayoría viven de la extracción de piedras de las canteras.

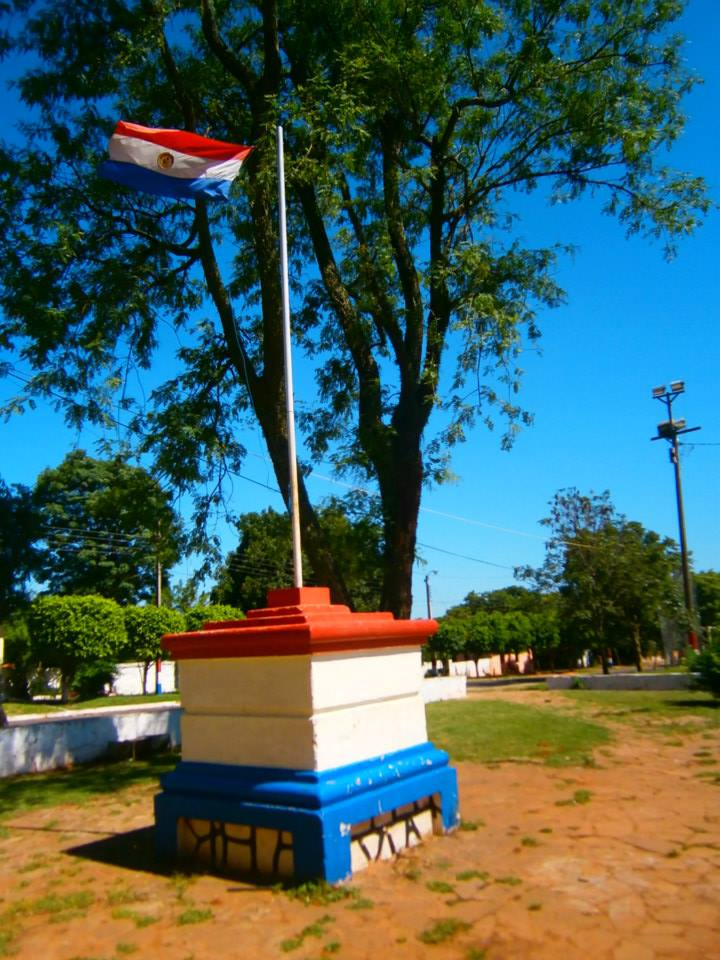
Plaza de los Héroes. Monumento a los veteranos emboscadeños de la Guerra del Chaco.

## Historia
El pueblo de Emboscada nace como una pieza clave en el conjunto de medidas tomadas por el gobernador Rafael de la Moneda para organizar institucional y productivamente el territorio paraguayo.
Con la finalidad de fijar la frontera y apuntalar la línea defensiva de Arecutacuá, Rafael de la Moneda inicia una acción de poblar, para garantizar la estabilidad de la misma.
Para ello recurre al arbitrio de utilizar los negros libertos de San Agustín de Arecutacuá, otorgarles en propiedad tierras y organizarles un pueblo, así como reconstruir adjuntamente un presidio. Desde 1738 se sugiere mudar a los presidiarios.
En el año 1761 fue designado el padre Francisco Amancio González como cura de Emboscada,  quien se dedicó además a la evangelización de las tribus tobas, enimagás y lenguas cercanas al poblado. En esa época el pueblo ya contaba con una población de 562 habitantes.
La superficie de las tierras que abarcaba el pueblo se extendía a dos y medias leguas, de este a oeste, y poseían una chacra de comunidad para el acopio de productos. 
La nueva iglesia, que aun subsiste, parece haber sido construida hacia 1774 por el padre González. Aun a fines del siglo XVIII la única casa con tejas era la del cura.
La expansión que el pueblo alcanza a comienzos del XIX como centro agrícola y en la provisión de piedras, extraídas de las cercanas canteras, se fue limitando años más tarde, pues en 1845, el pueblo es repoblado con 400 hombres y 600 mujeres según informa Du Graty.
La estructura del pueblo se fue desdibujando, a excepción de la plaza de la iglesia cuyos límites se han definido mediante cercado. En torno a esta y a la plaza del mercado se encuentran tiras de casas, las más antiguas de las cuales datan del siglo XIX.
La iglesia constituye sin duda un elemento arquitectónico de sumo interés no solo por responder a las tipologías del siglo XVIII y su excelente estado de conservación sino también por ser uno de los ejemplos menos conocido.
Sobre el año de fundación de "EL Pueblo de los Pardos libres de la Emboscada" no están de acuerdo los historiadores, que lo hacen oscilar entre 1740 y 1744. El mismo gobernador Pedro Melo de Portugal, cuando impone su reglamento para el buen gobierno del pueblo, el 29 de noviembre de 1783, menciona en los considerandos los "más de cuarenta años de fundación" y dice, en el artículo primero que habiéndose erigido dicha población por los años 1743 a 1744 "como no se ha descubierto hasta la fecha el documento de la fundación, no se puede llegar a ninguna certidumbre, pero se puede conjeturar que la instalación del pueblo estuvo terminada en 1744, siguiendo la opinión del capitán don Juan Francisco de Aguirre y de don Félix de Azara.
Según un documento encuadernado en el volumen 120, nro 10, en junio de 1741 decía: “que las costas del río (paraguay) estaban desguarnecidas y los mejores terrenos poblados del interior eran invadidos por los indios, que hacían “estragos memorables “estas declaraciones fueron tomadas para responder a las averiguaciones que manda hacer el gobernador Rafael de la moneda.
En 1816 fue construida la Penitenciaría de Máxima Seguridad del Paraguay, la Cárcel de Emboscada, la misma funciona hasta ahora, en épocas de la dictadura ésta funcionó como cárcel política.

## Geografía

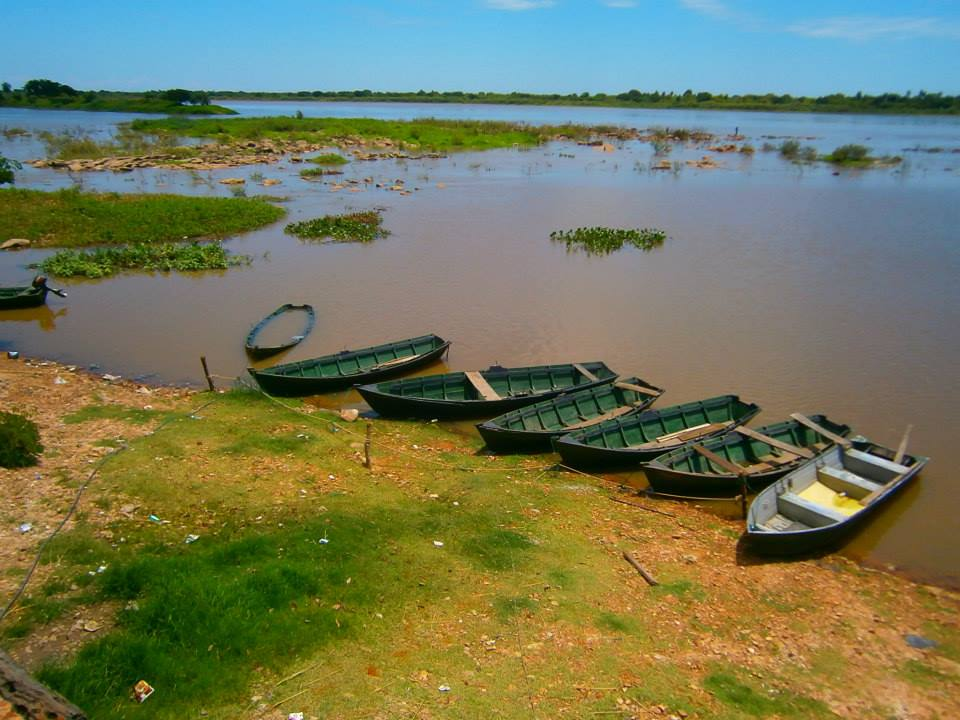
Puerto Arecutacuá, sobre el río Paraguay (Emboscada).

### Hidrografía
Es bañado por tres Ríos; Paraguay, Salado, Piribebuy, Arroyo Vilez, Sati Sobre Río Paraguay se encuentra el Puerto Histórico Arecutacua; el Río Salado es el Río que nace del Lago Ypacarai; lagunas: Ñana, Pelada, Ihu, Guazú, San Martín, Kanduy, Caraguatay, Yeguarizo, Santo Tomas, Piru y Tupí.

### Clima
El clima en el departamento de la Cordillera es tropical y seco. La temperatura media es de 22 °C, la máxima en verano 39 °C y la mínima en invierno, 3 °C .

### Flora y fauna
Las especies nativas están en vías de extinción como lapacho, peterevy, urundey, urundey mi, curupa’y, cedro, timbo, cocotero, yvirá pyta, caroa, jhata’i, guayaivi, obeña, paratodo, guapo’y, tatare, sapianguy, kurupika¨y.
En las zonas bajas abundan, karanda’y, espinillo, quebracho, aromita, capiï.
Habitan en la zona aguara-i teyu guazú, teju jhovy, tatu, akuti, oso hormiguero, caguaré, eira, uron, guazú, carpincho, quyya, 
Especie de Aves: loro, jhandai, maracaná, tuka’i, carpintero, alonso, paloma, jeruti, tórtola, cardenal, chopihu, havia, corochire, garza, tujhujhú, saria, patillo, perdiz. 
Peces: surubí, dorado, armado, solalinde, pico de pato, pacú, abundan en sus ríos.

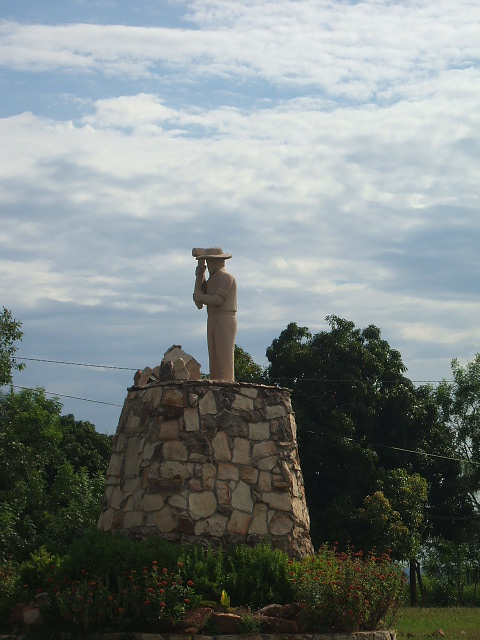
Entrada a la Ciudad de Emboscada.

## Demografía
Emboscada cuenta con 21 182 habitantes en total, según datos oficiales del censo paraguayo de 2022.

## Economía
La principal actividad económica de Emboscada son las canteras para extracción de piedras para la construcción.
Otras actividades de los pobladores son el cultivo del café y la extracción de aceite de almendras de coco, además de la pesca en el Río Paraguay
También los pobladores trabajan en otras Ciudades distantes de Emboscada, como: Ciudad de Limpio, Mariano Roque Alonso, etc.

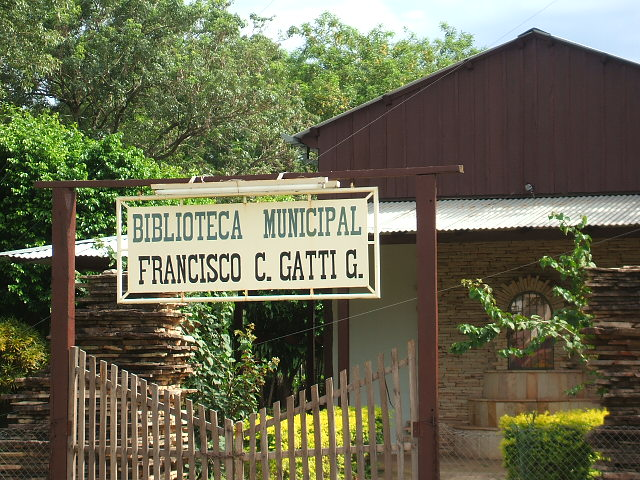
Biblioteca de la Ciudad de Emboscada.

## Cultura
Se realiza el 24 de julio la fiesta patronal en honor a San Francisco Solano. En la fiesta, se realizan procesiones de enmascarados que danzan al sonido de los tambores,  marchan por las calles de la compañía hasta la Iglesia. Además, hay bandas folclóricas y abundantes comidas típicas. Los promeseros y sus hijos se visten con plumas recordando que san Francisco catequizo a los indios con la música y la danza(las plumas por los pájaros), reunidos en la plaza, danzan y oran agradeciendo los favores del santo. Esta fiesta patronal se celebra en una humilde capilla en la primera compañía minas de la ciudad de emboscada, reuniendo a centenares de feligreses paraguayos y extranjeros.
Por otra parte, La iglesia franciscana, en honor a San Agustín, fue construida en 1774 por el Presbítero Amancio González, los retablos y las tallas son de estilo franciscano, las delicadas paredes del edificio, las puertas y ventanas fueron delicadamente talladas durante el siglo XVIII.

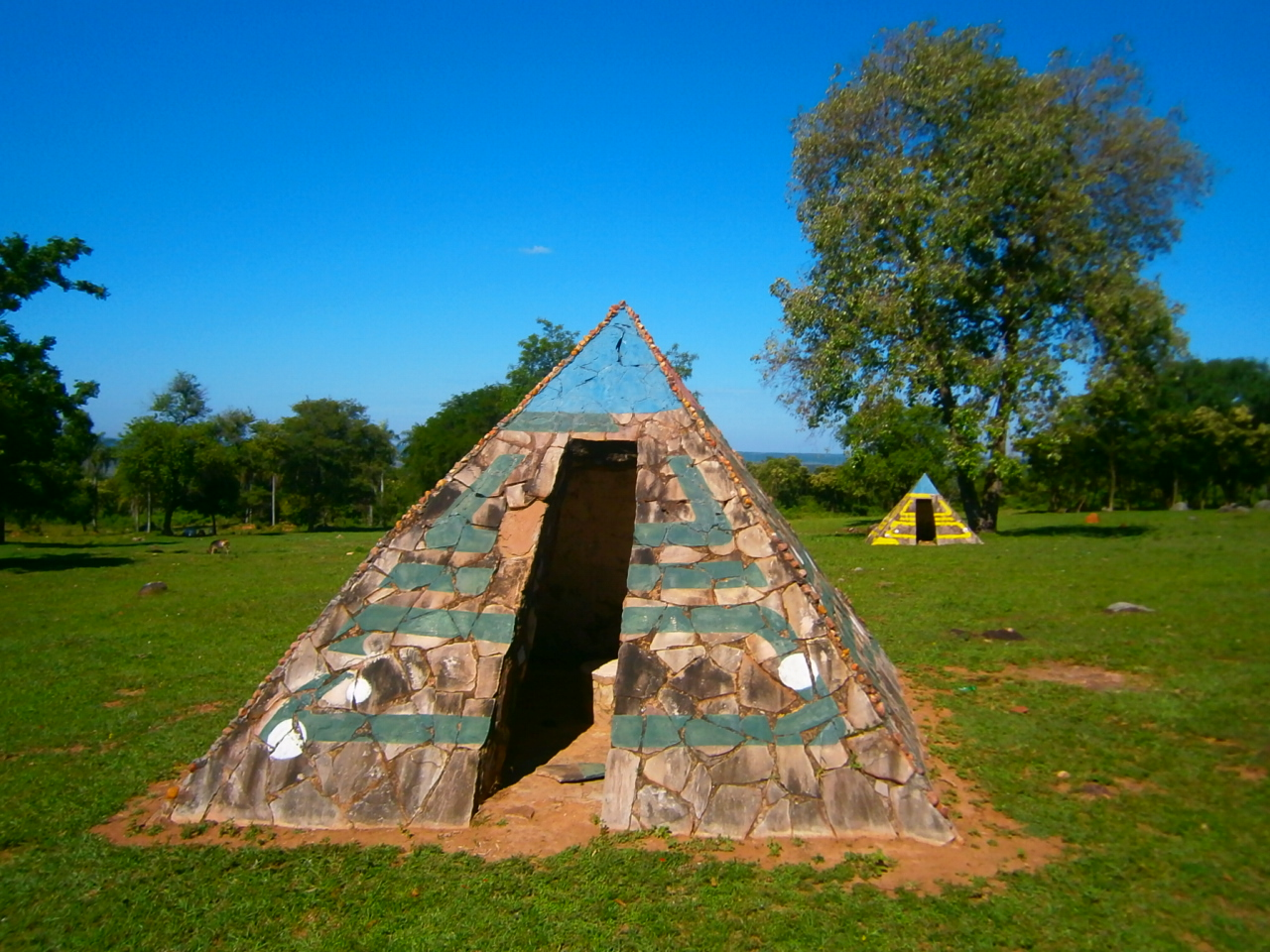
Pirámides de Emboscada.

La artesanía de la localidad se basa en la fabricación de sombreros de karanda´y (tipo de palmera), pantallas y abanicos. También se dedican a la fabricación de zapatos, dulces, guampas de madera (un tipo de vasos para tereré y mate) y artículos de ysypó (lianas).pero su principal artesanía es en piedra, ornamentación, construcción etc.
Llamativas pirámides en la Ciudad de Emboscada, declaradas "patrimonio municipal" llaman a la reflexión.

## Personajes ilustres
El presbítero Amancio González, es oriundo de Emboscada.